# Digama burmana
Digama burmana là một loài bướm đêm thuộc họ Erebidae. Loài này có ở Myanmar.